# جيف وليامز (لاعب إسكواش)
جيف وليامز (بالإنجليزية: Geoff Williams)‏ هو لاعب إسكواش بريطاني، ولد في 21 نوفمبر 1957.

## وصلات خارجية
- جيف وليامز على موقع SquashInfo.com (الإنجليزية)